# GeneCards
GeneCards ist eine Biochemie-Onlinedatenbank des Weizmann-Institut für Wissenschaften, die Profile von einzelnen Genen oder Proteinen aufführt, die im Menschen vorkommen.
GeneCards bezieht seine Daten aus anderen Datenbanken (u. a. Uniprot und Genbank) und präsentiert sie gebündelt in einer graphischen Benutzeroberfläche.